# Babymoon
Als Babymoon werden in der Reiseindustrie Urlaubsangebote vermarktet, die sich an werdende oder frischgebackene Eltern richten.
Der Begriff wurde nach dem Vorbild von engl. honeymoon (Flitterwochen) 1996 von der britischen Autorin und Geburtslehrerin Sheila Kitzinger geprägt und bezeichnete hier zunächst die Zeit nach der Geburt, die die Familie alleine verbringt, um eine Bindung zu dem Neugeborenen herzustellen. In den letzten Jahren hat sich die Bedeutung dieses Begriffs jedoch gewandelt. Babymoon bezeichnet nun den letzten Urlaub, den ein Paar vor der Geburt des Kindes verbringt. Der Begriff wurde von der Reiseindustrie sogar noch stärker ausgedehnt. Es gibt nun auch den „Babymoon für Familien“. Hotels bieten hier neben den üblichen Babymoon-Angeboten auch eine Kinderbetreuung als Entlastung für die Eltern an.
Die meisten Babymoon-Hotels und Angebote finden sich bisher in Österreich und Süddeutschland. Aber auch in vielen anderen Destinationen bieten Hoteliers mittlerweile Babymoon-Aufenthalte an.